# Трамвай у Літл-Рок
Трамвай у Літл-Рок (англ. Metro Streetcar) — трамвайна мережа у містах Літл-Рок та Норт-Літл-Рок, Арканзас, США.

## Історія
Перші трамваї на кінні тязі з'явилися у місті в 1876 році, маршрути конки існували до 1895 року. Перша лінія електричного трамваю відкрилася у місті 23 грудня 1891 року після консолідації розрізнених компаній що обслуговували трамвайні мережі міста. Занепад трамвайної мережі розпочався в 1940-х, остаточно мережа була ліквідована 1 вересня 1947 року.
Сучасна трамвайна мережа була відкрита 1 листопада 2004 року у вигляді чотирьох кілометрової лінії що сполучала міста Літл-Рок та Норт-Літл-Рок, що стоять на протилежних берегах річки Арканзас. За перший рік експлуатації лінія перевезла 200 тисяч пасажирів. В січні 2006 року почалося будівництво розширення лінії на 1,4 км, яке відкрилося у лютому 2007 року.

## Мережа
В місті діють два маршрути, Блакитна лінія обслуговує Літл-Рок та Норт-Літл-Рок⁣, а Зелена лінія лише Літл-Рок. Сучасна мережа проходить поблизу більшості історичних та визначних будівель міста, таких як Бібліотека Білла Клінтона, Історичний музей Арканзасу та інших. Лінія збудована у вигляді двох одноколійних петель в центрах обох міст що сполученні короткою центральною ділянкою що проходить по мосту над річкою. Обидві петлі збудовані таким чином що можлива незалежна експлуатація окремо кожної петлі. Всього на лініях 15 зупинок, єдине депо розташоване в місті Норт-Літл-Рок. Мережу обслуговують трамвайні вагони побудовані у вигляді майже повної копії історичних вагонів Birney що курсували містом у 1930-х роках. Спочатку лінію обслуговували 3 вагони, та після розширення 2007 року додали ще 2 вагони.
Обговорюється розширення лінії на 4 км в напрямку Міжнародного аеропорту, конкретний строк реалізації проекту поки що невідомий.

## Режим роботи
Блакитна лінія працює весь тиждень з 8:20 до 22:00, по Зеленій лінії трамваї курсують з понеділка по суботу до 17:45.

## Галерея

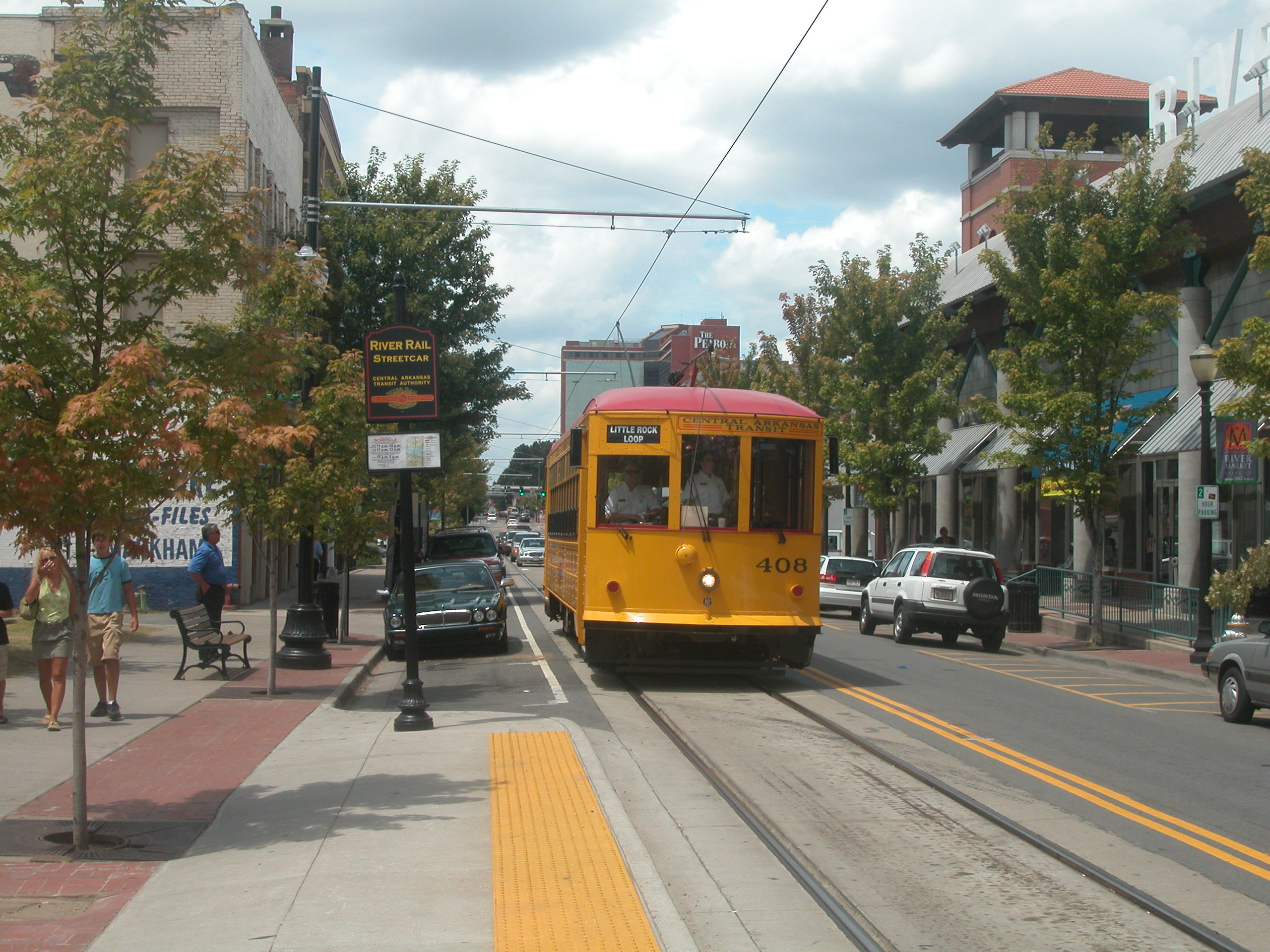
Трамвай на вулицях міста
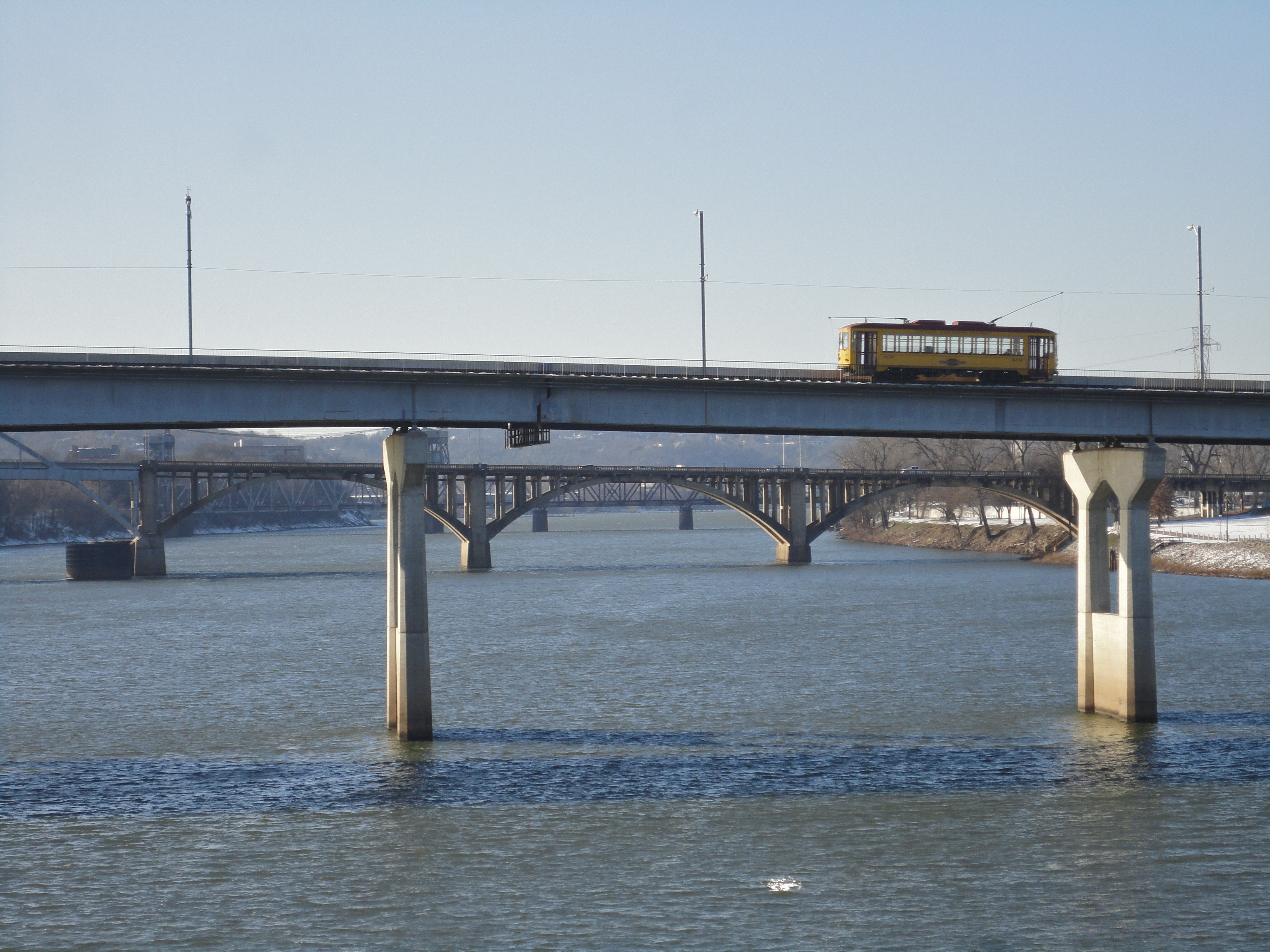
Трамвай на мосту через Арканзас
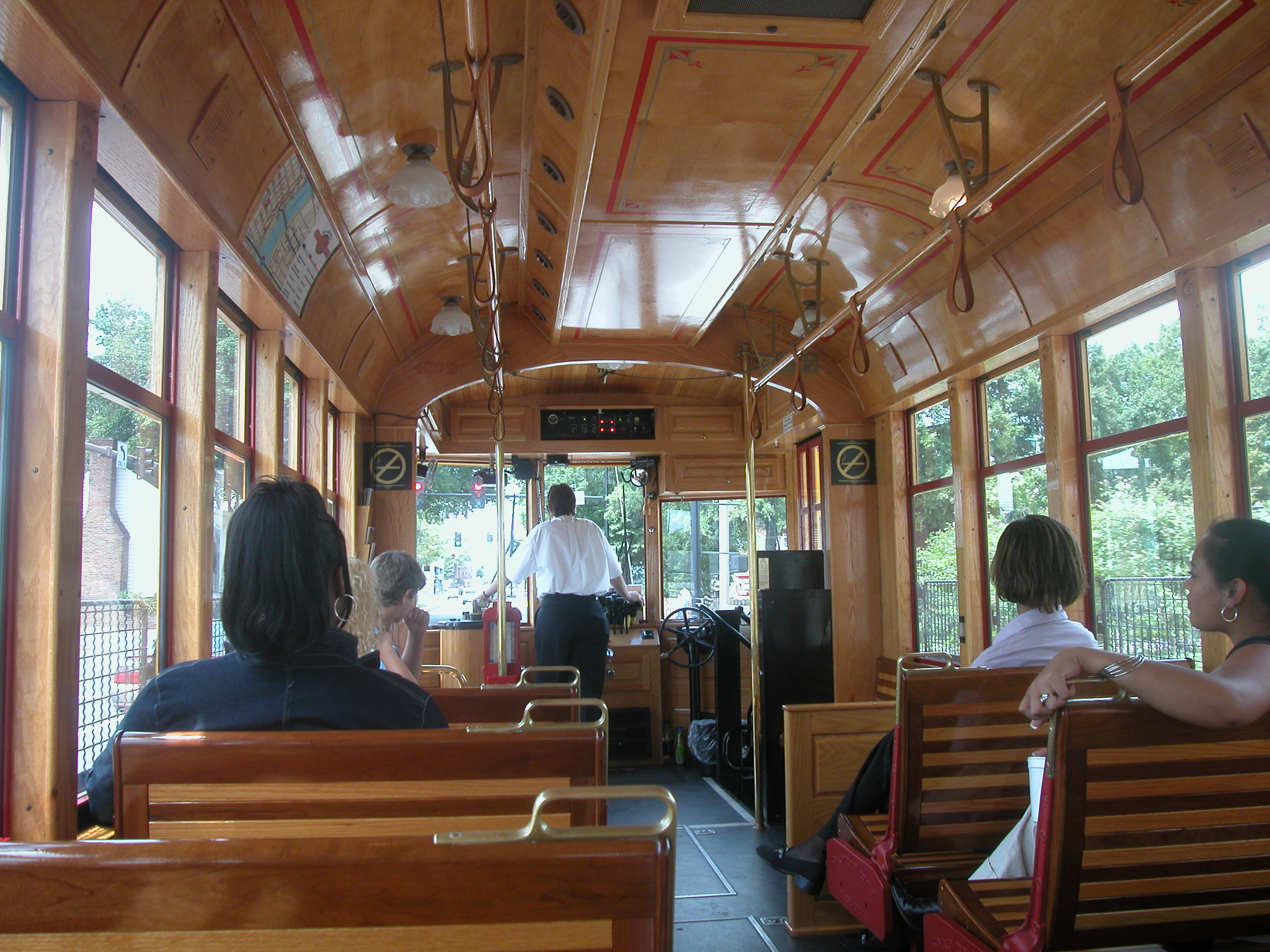
Всередині трамваю